# 216752 Kirbyrunyon
216752 Kirbyrunyon este o planetă minoră (asteroid) din centura de asteroizi. A fost descoperită pe 10 august 2005 la Observatorio de Cerro Tololo⁠(d) de Marc Buie⁠(d). 
Obiectul prezintă o orbită caracterizată de o semiaxă mare de 2,9297082569772 UAi, o excentricitate de 0,10824264117559, o înclinație de 10,524322054767 ° în raport cu ecliptica.